# Sarcòfag gòtic de la Font de la Pica
El Sarcòfag gòtic de la Font de la Pica és una obra del municipi de Vallbona de les Monges (Urgell) protegida com a bé cultural d'interès local.

## Descripció
Es tracta d'un sarcòfag de mida per a un infant fet amb pedra calcària esculpida. Presenta una sanefa de decoració vegetal i dues franges verticals formades per la repetició de medallons que emmarquen cinc arcuacions formades per un arc apuntat i un de trilobulat, en les quals hi ha escuts heràldics. Les mides del sarcòfag: 1,67 m de llargària, 60 cm d'amplada i una fondària de 62, l'interior és de 40 cm. El sarcòfag actualment serveix com a pica d'aigua en una font natural, i s'anomena font de la Pica.